# Томислав Марич
Томислав Марич (хорв. Tomislav Marić; нар. 28 січня 1973, Гайльбронн) — хорватський футболіст, що грав на позиції нападника.

## Клубна кар'єра
Народився в родині боснійських хорватів у Гайльбронні, ФРН, і почав свою кар'єру в першій команді в 1992 році в клубі «Людвігсбург 07» з сусіднього Людвігсбурга у тодішньому третьому дивізіоні Оберліга Баден-Вюртемберг. Він провів два сезони у третьому дивізіону, зігравши 60 матчів у чемпіонаті, в яких він забив 14 голів.
У липні 1994 року він підписав свій перший професійний контракт з клубом Бундесліги «Карлсруе», але так і не зміг стати основним у клубі, зігравши лише чотири матчі Бундесліги протягом сезону 1994/95 років. Він дебютував у Бундеслізі 7 жовтня 1994 року в матчі проти «Айнтрахта» з Франкфурта, вийшовши на останні п'ять хвилин матчу.
Після цього невдалого сезону Марич відправився до Другої Бундесліги і виступав там до 2000 року за клуби «Ваттеншайд 09» та «Штутгартер Кікерс», будучи в обох клубах основним гравцем, при цьому у сезоні 1999/00 з 21 голом став найкращим бомбардиром Другої Бундесліги і врятував клуб від вильоту до третього дивізіону. У цьому ж сезоні він також допоміг клубу несподівано досягти півфіналу національного Кубка, де вони програли «Вердеру» 1:2 у додатковий час.
Влітку 2000 року Марич повернувся до Бундесліги, ставши гравцем «Вольфсбурга», де регулярно виходив під час першого сезону з клубом, зігравши 30 матчів у Бундеслігзі, в яких йому вдалося забити шість голів. Він забив свій перший гол у Бундеслізі 21 жовтня 2000 року у ворота «Кельна» (6:0). У сезоні 2001/02 він забив 12 м'ячів у 17 матчах чемпіонату і став найкращим бомбардиром «Вольфсбурга» в цьому сезоні, а також у наступному сезоні 2002/03, коли він знову забив 12 голів, але зіграв на десять матчів більше, ніж у попередньому сезоні. Тим не менш, він втратив місце в команді на сезон 2003/04 і не зігравши того сезону жодного матчу у Бундеслігзі, у січні 2004 року він перейшов у «Боруссію» (Менхенгладбах). Він провів лише шість місяців у новій команді і зумів забити лише одну гол у семи матчах Бундесліги.
Влітку 2004 року Марич повернувся до «Вольфсбурга», але провів першу частину сезону 2004/05 у складі резервного клубу в третьому дивізіоні Регіоналліга Північ, де він забив дві голи за сім матчів. Він повернувся до першої команди у січні 2005 року і зіграв 11 матчів у Бундеслізі до кінця сезону, забивши один раз. За три з половиною сезони з першою командою «Вольфсбурга» він провів 85 матчів у Бундеслізі і забив 31 гол. 
У липні 2005 року перейшов до японського клубу «Урава Ред Даймондс», але провів лише шість місяців з клубом і забив вісім голів у 13 матчах Джей-ліги. Він повернувся до Німеччини на початку 2006 року і підписав контракт на три з половиною роки договір з клубом «Гоффенгайм 1899» з третього за рівнем дивізіону країни. У цій команді 2007 року Томислав і закінчив ігрову кар'єру.

## Виступи за збірну
Дебютував в офіційних матчах у складі національної збірної Хорватії 8 травня 2002 року у зустрічі проти Угорщини. Всього у формі головної команди країни зіграв 11 матчів.

## Тренерська кар'єра
Завершивши ігрову кар'єру залишився у клубі «Гоффенгайм 1899», де працював асистентом до 2010 року.
Улітку 2011 року він став скаутом «Штутгарта». 26 серпня 2013 року був призначений помічником нового головного тренера Томаса Шнайдера, але вже 9 березня 2014 року увесь тренерський шьаб був звільнений від своїх обов'язків через незадовільні результати.
З січня 2015 року по червень 2016 року він був головним тренером словацького клубу «ДАК 1904».

## Статистика
| Збірна Хорватії | Збірна Хорватії | Збірна Хорватії |
| Роки            | Ігри            | голи            |
| --------------- | --------------- | --------------- |
| 2002            | 5               | 1               |
| 2003            | 6               | 1               |
| Усього          | 11              | 2               |